# Carl Backe
Carl Backe, född 18 november 1759 i Gällstads församling, död 16 juli 1815 i Skärkinds församling, Östergötlands län, var en svensk präst.

## Biografi
Carl Backe föddes 1759 i Gällstads församling. Han var son till komministern Peter Backe och Ebba Charlotta Stenman. Backe blev höstterminen 1776 student vid Lunds universitet och prästvigdes 31 maj 1781. Han blev 1783 extra ordinarie regementspastor vid Norra skånska kavalleriregementet och avlade pastoralexamen 1787. Backe blev 1787 kunglig hovpredikant. Den 18 oktober 1793 blev han kyrkoherde i Skärkinds församling (som extra sökande), tillträde direkt och blev 4 juni 1800 prost. Backe var predikant vid präsmötet 1802 och avled 1815 i Skärkinds församling.

### Familj
Backe gifte sig 30 oktober 1796 med Ulrica Rebecca Wistenius (1775–1819). Hon var dotter till kyrkoherden Samuel Wistenius och Hedvig Sundelius i Tjällmo församling. De fick tillsammans barnen studenten Carl Peter Backe (1798–181) vid Uppsala universitet, Hedvig Charlotta Backe (1800–1824) som var gift med överfältläkaren Otto Fredric Meijer i Jönköping, Fredrica Augusta Backe som var gift med biblioteksamanuens i Linköping och Hilma Sophia Backe som var gift med komministern M. Winbladh i Askeby församling..

### Översättningar
- 1788 – Savarys bref öfver Egypten.[2]
- 1788 – Epicaris eller Hemliga Historien af Pisos sammangaddning mot Nero.[2]
- 1789 – Hertiginnan C.[2]